# Бібіана Схофс
Бібіана Схофс (нід. Bibiane Schoofs, раніше Bibiane Weijers, 13 травня 1988) — нідерландська тенісистка.

## Фінали Туру WTA

### Парний розряд: 6 (3 титули, 3 поразки)
| Легенда                      |
| ---------------------------- |
| Турніри Великого шлему (0–0) |
| Турніри WTA 1000 (0–0)       |
| Турніри WTA 500 (0–0)        |
| Турніри WTA 250 (3–3)        |

| Результат | В-П | Дата     | Турнір                                         | Tier          | Покриття   | Партнер                | Опоненти                          | Рахунок       |
| --------- | --- | -------- | ---------------------------------------------- | ------------- | ---------- | ---------------------- | --------------------------------- | ------------- |
| Перемога  | 1–0 | Січ 2018 | WTA Auckland Open, Нова Зеландія               | International | Тверде     | Сара Еррані            | Ері Ходзумі Като Мію              | 7–5, 6–1      |
| Поразка   | 1–1 | Чер 2019 | Rosmalen Grass Court Championships, Нідерланди | International | Трава      | Леслі Паттінама Кергов | Сюко Аояма Александра Крунич      | 5–7, 3–6      |
| Поразка   | 1–2 | Бер 2020 | WTA Lyon Open, Франція                         | International | Тверде (i) | Леслі Керкгове         | Лаура Йоана Пар Юлія Вахачик      | 5–7, 4–6      |
| Перемога  | 2–2 | Лют 2023 | Lyon Open, Франція                             | WTA 250       | Тверде (i) | Крістіна Букша         | Ольга Данилович Олександра Панова | 7–6(7–5), 6–3 |
| Поразка   | 2–3 | Бер 2024 | ATX Open, США                                  | WTA 250       | Тверде     | Катажина Кава          | Олівія Гадецкі Олівія Ніколлз     | 2–6, 4–6      |
| Перемога  | 3–3 | Чер 2024 | Rosmalen Open, Нідерланди                      | WTA 250       | Трава      | Інгрід Ніл             | Тереза Михалкова Олівія Ніколлс   | 7–6(8–6), 6–3 |